# Ricardo Velázquez Bosco
Ricardo Velázquez Bosco (Burgos, Espanha, 21 de Março de 1843 — Madrid, 1 de Agosto de  1923), foi um arquitecto, arqueólogo e restaurador espanhol que se distinguiu pelos seus projectos no Estilo eclético.

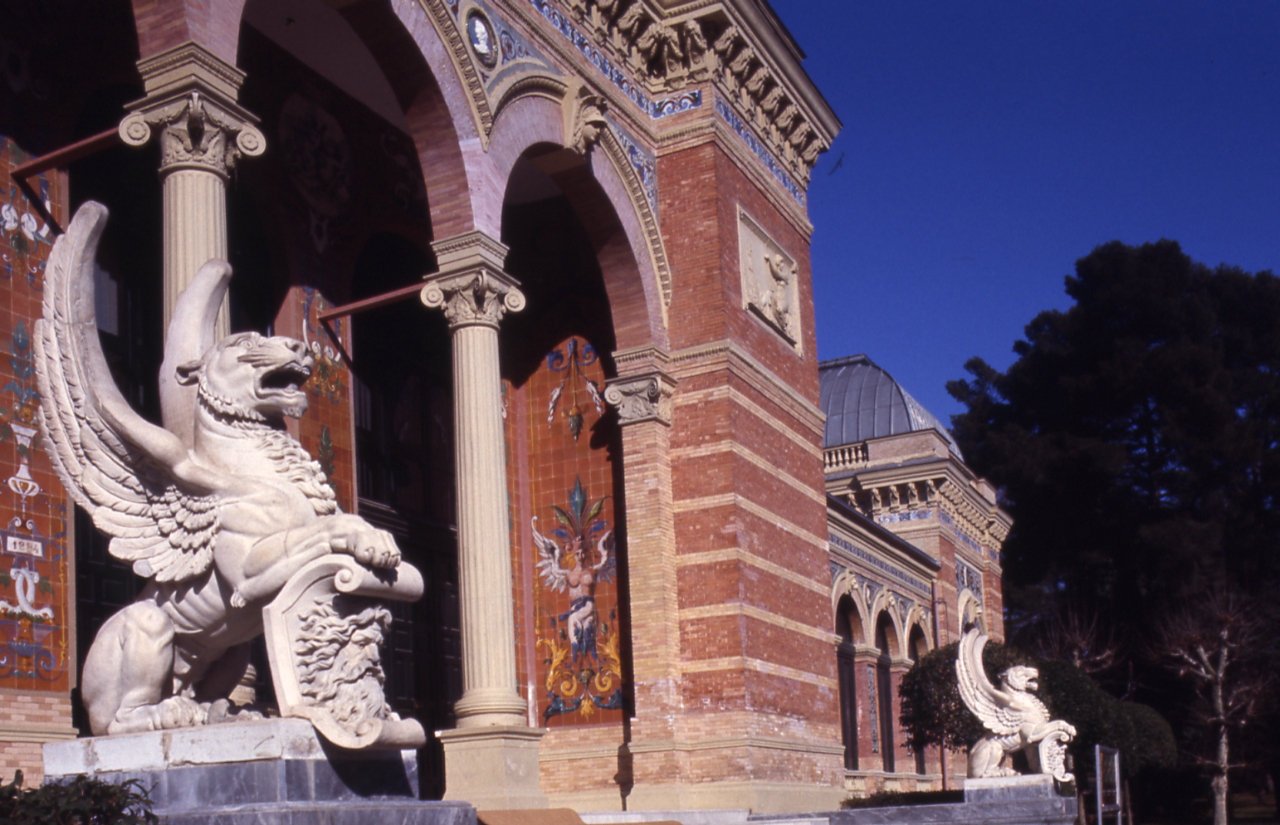
Palácio de Velázquez (1881-1883, Madrid). Foto de Paolo Monti.

Ricardo Velázquez, obteve o seu título de arquitecto em 1881.

## Obras
- Edifício para a Exposição de Mineração[1]
- Escola Técnica Superior de Engenheiros de Minas e Energia
- Palácio de Cristal del Retiro[1]
- Ministério do Fomento[1]
- Colégio Nacional de Surdo-mudos e Cegos de Madrid
- Ministério da Educação
- Casa de Gamazo (Madrid)[1]
- Fachada principal do Casón del Buen Retiro[1]
- Restauração da Mesquita-Catedral de Córdova